# オーティス・クレイ
オーティス・クレイ (Otis Clay 1942年2月11日-2016年1月8日 ) は、米国のソウル・シンガー。1970年代にハイ・レコードより"Trying to Live My Life Without You"などのヒットを生んだ。ゴスペル畑出身の経験に裏打ちされた力強く、表現力豊かな歌唱法で人気を得、ディープ・ソウル、シカゴ・ソウルの代表的な歌手の一人として知られる。

## 来歴
クレイは、ミシシッピ州ワックスホーに生まれた。当初はゴスペル・シンガーとして活動を開始する。モーニング・グローリーズ、クリスチャン・トラベラーズといったグループで経験を積んだのち、1957年にシカゴへ移住。シカゴでは、ピルグリム・ハーモナイザーズ、センセーショナル・ナイティンゲールス、ゴスペル・ソングバーズなどのゴスペル・グループに参加した。
1965年、クレイはソウルミュージックへ転向し、ワンダーフル・レコード (One-Derful Records)と契約。1967年には、同レーベルからの"That's How It Is (When You're In Love)"がR&Bチャートの34位を記録するヒットとなった。
1968年、ワンダーフルからコティリオンへ移籍。フェイム・レコードのリック・ホールをプロデューサーに迎え、サー・ダグラス・クインテットのカバー"She's About A Mover"をレコーディングした。
同年、クレイはハイ・レコードのウィリー・ミッチェルと出会い、彼のキャリアのピーク期とも言えるハイ時代が始まった。ハイでは、1972年に"Trying to Live My Life Without You"が自己最高のR&Bチャート24位を記録したのを始め、"Precious Precious"など彼の代表的なレパートリーとなる作品を残した。
1975年、クレイはシカゴで自己のレーベル、エコー・レコードを設立。1978年にはO.V.ライトの代打という形で初来日を果たした。このときのライブがレコード化され、日本での人気定着にきっかけとなった。1983年の来日公演もレコード化されており、ここではサザンオールスターズの"いとしのエリー"が取り上げられている。
1980年代以降は、ブルズアイ・ブルース、ブラインド・ピッグといったレーベルから作品をリリースしており、2006年にはジャパン・ブルース&ソウル・カーニバルのヘッドライナーを務めるなど、活躍を続けている。
2016年1月8日、心臓発作のため急逝。享年73。

## ディスコグラフィー
- 1972年 Trying to Live My Life Without You (Hi)
- 1977年 I Can't Take It (Hi)
- 1978年 Live! (Nihon Victor)
- 1983年 Soul Man: Live in Japan (Bullseye Blues)
- 1984年 Live Again (Yupiteru)
- 1989年 Watch Me Now (Waylo)
- 1992年 I'll Treat You Right (Bullseye Blues)
- 1993年 On My Way Home - The Otis Clay Gospel Collection (Bullseye Blues)
- 1993年   The Gospel Truth (Blind Pig)
- 1998年 This Time Around (Bullseye Blues)
- 2005年 Respect Yourself (Blind Pig)
- 2007年 Walk a Mile in My Shoes (Echo)
- 2013年 Truth Is (Echo)
- 2014年 Soul Brothers (Catfood) ※ジョニー・ロウルズとのデュオ名義